# Linda Nosková
Linda Nosková (sinh ngày 17 tháng 11 năm 2004) là một vận động viên quần vợt người Cộng hòa Séc. Cô có thứ hạng đánh đơn cao nhất ở Hiệp hội Quần vợt Nữ (WTA) là vị trí số 50, đạt được vào ngày 6 tháng 2 năm 2023, và có thứ hạng đánh đôi cao nhất là vị trí số 160 thế giới, đạt được vào ngày 3 tháng 10 năm 2022. Vào tháng 8 năm 2022, cô trở thành tay vợt trẻ nhất trong top 100, vượt qua kỷ lục trước đó do Coco Gauff nắm giữ kể từ tháng 10 năm 2019. Ở ITF Circuit, cô đã giành 6 danh hiệu đơn và một danh hiệu đôi. Danh hiệu lớn nhất của cô là tại giải $100k Reinert Open ở Versmold.
Ở cấp độ trẻ, thứ hạng cao nhất của cô là vị trí số 5 thế giới, đạt được vào ngày 14 tháng 6 năm 2021. Mặc dù chỉ tham dự 4 giải Grand Slam ở nội dung trẻ (cả đơn và đôi), cô đã vô địch Giải quần vợt Pháp Mở rộng 2021 ở nội dung đơn nữ trẻ. Ngoài ra, cô cũng vào vòng bán kết ở nội dung đôi nữ trẻ tại Pháp Mở rộng 2021, cũng như vòng tứ kết Giải quần vợt Úc Mở rộng 2020.

## Cuộc sống
Nosková lớn lên ở làng Bystřička thuộc vùng Vsetín. Lần đầu tiên cô tiếp xúc với quần vợt là năm 7 tuổi, khi cô bắt đầu tập luyện ở Valašské Meziříčí. Ba năm sau, cô trở thành vận động viên của TK Na Dolina ở Trojanovice gần Frenštát pod Radhoštěm. Năm 2018, cô chuyển đến Přerov vì quần vợt.

## Sự nghiệp trẻ

### Grand Slam trẻ

#### Đơn
- Úc Mở rộng: V2 (2020)
- Pháp Mở rộng: VĐ (2021)
- Wimbledon: –
- Mỹ Mở rộng: –

#### Đôi
- Úc Mở rộng: TK (2020)
- Pháp Mở rộng: BK (2021)
- Wimbledon: –
- Mỹ Mở rộng: –

Nosková giành danh hiệu đơn nữ trẻ Giải quần vợt Pháp Mở rộng 2021. Vào ngày 14 tháng 6 năm 2021, cô đứng vị trí số 5 thế giới trên bảng xếp hạng ITF trẻ.